# Мъпет Кино
„Мъпет Кино“ или „Кукленото кино“ (на английски: The Muppet Movie) е американски куклен филм. Филмът излиза на екран на 31 май 1979 г.